# Сент-Клауд (Флорида)
Сент-Клауд (англ. St. Cloud) — місто (англ. city) в США, в окрузі Осіола штату Флорида. Населення — 58 964 особи (2020).

## Географія
Сент-Клауд розташований за координатами 28°13′50″ пн. ш. 81°17′7″ зх. д. / 28.23056° пн. ш. 81.28528° зх. д. (28.230584, -81.285228). За даними Бюро перепису населення США в 2010 році місто мало площу 46,02 км², з яких 45,99 км² — суходіл та 0,03 км² — водойми. В 2017 році площа становила 49,54 км², з яких 49,51 км² — суходіл та 0,02 км² — водойми.

## Демографія
Згідно з переписом 2010 року, у місті мешкали 35 183 особи в 12 565 домогосподарствах у складі 9145 родин. Густота населення становила 764 особи/км². Було 14544 помешкання (316/км²).
Расовий склад населення:
| - 82,4 % — білих - 5,8 % — чорних або афроамериканців - 1,7 % — азіатів - 0,4 % — корінних американців - 0,1 % — вихідців з тихоокеанських островів - 6,1 % — осіб інших рас |

До двох чи більше рас належало 3,4 %. Частка іспаномовних становила 29,2 % від усіх жителів.
За віковим діапазоном населення розподілялося таким чином: 26,2 % — особи молодші 18 років, 60,5 % — особи у віці 18—64 років, 13,3 % — особи у віці 65 років та старші. Медіана віку мешканця становила 36,8 року. На 100 осіб жіночої статі у місті припадало 91,8 чоловіків; на 100 жінок у віці від 18 років та старших — 87,2 чоловіків також старших 18 років.
Середній дохід на одне домашнє господарство становив 61 333 долари США (медіана — 50 467), а середній дохід на одну сім'ю — 68 278 доларів (медіана — 55 941). Медіана доходів становила 41 480 доларів для чоловіків та 31 099 доларів для жінок. За межею бідності перебувало 15,1 % осіб, у тому числі 22,4 % дітей у віці до 18 років та 13,7 % осіб у віці 65 років та старших.
Цивільне працевлаштоване населення становило 18 287 осіб. Основні галузі зайнятості: освіта, охорона здоров'я та соціальна допомога — 20,5 %, роздрібна торгівля — 17,4 %, мистецтво, розваги та відпочинок — 15,1 %, науковці, спеціалісти, менеджери — 13,1 %.